# Круч
Круч (рос. Круч) — присілок у Азовському німецькому національному районі Омської області Російської Федерації.
Належить до муніципального утворення Звонарьовокутське сільське поселення. Населення становить 333 особи.

## Історія
Згідно із законом від 30 липня 2004 року органом місцевого самоврядування є Звонарьовокутське сільське поселення.

## Населення
| 1913 | 1920 | 1926 | 1989 | 2002 | 2006 | 2010 |
| ---- | ---- | ---- | ---- | ---- | ---- | ---- |
| 178  | ↗252 | ↗291 | ↘149 | ↗302 | ↗315 | ↗320 |
| 2013 |      |      |      |      |      |      |
| ↗333 |      |      |      |      |      |      |